# Veliko Trnjane
Veliko Trnjane je naselje u gradu Leskovcu, Jablanički upravni okrug, Srbija. Prema popisu iz 2022. godine u Velikom Trnjanu je živjelo 755 stanovnika.